# 개롱역
개롱역(開籠驛, Gaerong station)은 서울특별시 송파구 가락동에 있는 수도권 전철 5호선 마천지선의 전철역이다. 개통 당시에는 역번호가 558번, 역명이 개농역이었으나, 1996년 12월 30일 5호선 전구간 개통으로 현재의 역번호로 변경한데 이어, 2000년 5월 1일 현재의 역명으로 변경되었다.

## 역명 유래
역명의 개롱은 조선 인조 때 임경업이 갑박산에서 고리궤짝을 주워와 현재의 가락2동 개롱근린공원 위치에서 열어보니 투구와 갑옷이 나왔다는 전설에서 유래하였다.

## 역사
- 1996년 3월 30일 : 서울 지하철 5호선 강동역~마천역 구간 개통과 함께 개농역으로 영업 개시 (당시 역 번호 558)
- 1996년 12월 30일 : 서울 지하철 5호선 전 구간 개통과 함께 현재의 역 번호로 변경 (P553)
- 2000년 5월 1일 : 역명이 한글 맞춤법의 두음 법칙과 맞지 않아 현재의 역명으로 변경[2]

## 역 구조
승강장은 2면 2선의 상대식 승강장이 있는 지하역이다. 스크린도어가 설치되어 있다. 출구는 4개다.

### 승강장
| 오금 ↑ |
| \| 상  |
| ↓ 거여 |

| 상행 | ● 수도권 전철 5호선 | 올림픽공원 · 강동 · 왕십리 · 여의도 · 방화 방면 |
| 하행 | ● 수도권 전철 5호선 | 거여 · 마천 방면                                |

## 역 주변
- 보인중학교
- 보인고등학교
- 서울가동초등학교
- 서울가주초등학교
- 서울개롱초등학교
- 서울곰두리체육센터
- 송파도서관
- 송파중학교
- 오금공원
- 오금동 우체국
- 오주중학교

## 이용객 변동
| 노선  | 노선   | 일평균 인원수 (명/일) | 일평균 인원수 (명/일) | 일평균 인원수 (명/일) | 일평균 인원수 (명/일) | 일평균 인원수 (명/일) | 일평균 인원수 (명/일) | 일평균 인원수 (명/일) | 일평균 인원수 (명/일) | 일평균 인원수 (명/일) | 일평균 인원수 (명/일) | 각주  |
| 노선  | 노선   | 2000년                | 2001년                | 2002년                | 2003년                | 2004년                | 2005년                | 2006년                | 2007년                | 2008년                | 2009년                | 각주  |
| ----- | ------ | --------------------- | --------------------- | --------------------- | --------------------- | --------------------- | --------------------- | --------------------- | --------------------- | --------------------- | --------------------- | ----- |
| 5호선 | 승차   | 7,314                 | 7,410                 | 7,402                 | 7,442                 | 7,318                 | 7,138                 | 6,920                 | 6,693                 | 6,888                 | 6,836                 | [ 3 ] |
| 5호선 | 하차   | 7,040                 | 7,055                 | 7,096                 | 7,185                 | 7,022                 | 6,906                 | 6,673                 | 6,475                 | 6,585                 | 6,616                 | [ 3 ] |
| 5호선 | 승하차 | 14,354                | 14,466                | 14,498                | 14,627                | 14,340                | 14,044                | 13,593                | 13,168                | 13,472                | 13,452                | [ 3 ] |
| 노선  | 노선   | 2010년                | 2011년                | 2012년                | 2013년                | 2014년                | 2015년                | 2016년                | 2017년                |                       |                       | [ 3 ] |
| 5호선 | 승차   | 7,223                 | 7,217                 | 7,152                 | 7,064                 | 7,130                 | 7,063                 | 7,009                 | 6,828                 |                       |                       | [ 3 ] |
| 5호선 | 하차   | 6,960                 | 6,991                 | 7,022                 | 6,994                 | 7,053                 | 6,984                 | 6,946                 | 6,802                 |                       |                       | [ 3 ] |
| 5호선 | 승하차 | 14,183                | 14,208                | 14,175                | 14,058                | 14,183                | 14,047                | 13,955                | 13,630                |                       |                       | [ 3 ] |

## 인접한 역
| 서울 지하철 5호선 지선 | 서울 지하철 5호선 지선 | 서울 지하철 5호선 지선 |
| ---------------------- | ---------------------- | ---------------------- |
| P552 오금 방화 방면    | ● 수도권 전철 5호선    | P554 거여 마천 방면    |